# Сельское поселение «Село Тарасково»
Сельское поселение «Село Тарасково» — упразднённое в 2011 году муниципальное образование в составе Мосальского района Калужской области России. Населённые пункты вошли в состав сельского поселения «Село Боровенск».
Образовано в соответствии Законом Калужской области от 28 декабря 2004 года.
Центр — село Тарасково.

## Состав
В поселение входило 6 населённых пунктов:
- село Тарасково
- деревня Гридяки
- деревня Лоск
- деревня Павловичи
- деревня Пищалово
- деревня Симоново

## Население
Согласно итогам Всероссийской переписи 2010 года численность население сельского поселения составляла 202 человека.